# Penicillium waksmanii
Penicillium waksmanii är en svampart som beskrevs av K.M. Zalessky 1927. Penicillium waksmanii ingår i släktet Penicillium och familjen Trichocomaceae.   Inga underarter finns listade i Catalogue of Life.